# Île de la Guyère
L'île de la Guyère (prononcé [gy.jɛʁ] ou [gɥi.jɛʁ]) est une île de la Marne, située à Créteil, en France.

## Caractéristiques
L'île de la Guyère est une petite île fluviale située à proximité de la rive occidentale de la Marne sur le nord-est du territoire communal de Créteil (Val-de-Marne). Il s'agit d'une longue parcelle de terre, de 480 m de long du nord au sud et de seulement 60 m de large au maximum d'est en ouest, près de son extrémité sud, la majorité de l'île ne faisant qu'une trentaine de mètres de large ; au total, l'île mesure environ 17 400 m2.
L'île de la Guyère est séparée de l'île Brise-Pain, nettement plus grande et située à l'est, que par un petit chenal de la Marne le long de sa rive orientale. Au sud s'étale l'île Sainte-Catherine.
L'île est reliée à la rive de la Marne par un petit pont, à peu près en son milieu, appelé la passerelle des Coucous. Les piles de cette passerelle sont les substructions du Moulin Vieux qui brûla en 1894. Quasiment dans son prolongement, un autre pont la relie à l'île Brise-Pain. Ces deux ponts et la courte rue qui les relie sont les seuls accès publics à l'île. Le reste de sa superficie est couvert par des habitations privées.